# موراليخا دي ماتاكابراس
بلدية موراليخا دي ماتاكابراس (بالإسبانية: Moraleja de Matacabras) هي بلدية تقع في مقاطعة آبلة التابعة لمنطقة قشتالة وليون وسط إسبانيا.

## الديموغرافيا
بلغ عدد سكان بلدية موراليخا دي ماتاكابراس 51 نسمة عام 2011 (وفقاً للمعهد الوطني للإحصاء الإسباني).
| 73 | 81 | 70 | 63 | 58 | 50 | 51 |